# Genasauria
Příslušníci rozsáhlého kladu Genasauria patřili mezi ptakopánvé dinosaury. Jejich společným znakem bylo zobákovité zakončení čelistí a všichni byli primárně býložraví. Dnes rozlišujeme dvě hlavní vývojové skupiny genasaur, a sice příslušníky podřádu Thyreophora (stegosauři a ankylosauři) a podřádu Cerapoda (ornitopodi, pachycefalosauři, rohatí dinosauři). Tito dinosauři žili nejpozději od rané jury až do nejpozdnější křídy na většině území druhohorního světa.

## Historie
Název této skupině dal americký paleontolog Paul Sereno v roce 1986. Ten používal pojem Genasauria dlouho spíše osamoceně, dnes už je však tento termín ve světě paleontologie využíván a přebírán častěji.